# Cygnodraco mawsoni
Cygnodraco mawsoni (Waite, 1916) è una specie di pesce attinopterigo della famiglia dei Batidraconidi. Unica specie conosciuta del suo genere, è nativa dell'Oceano Australe lungo la piattaforma continentale dell'Antartide.

## Tassonomia
C. mawsoni fu descritto formalmente per la prima volta insieme al suo genere nel 1916 dall'ittiologo inglese (ma nato in Australia) Edgar Ravenswood Waite: il genere Cygnodraco risultò quindi essere monospecifico. L'esemplare venne scoperto e recuperato durante la spedizione Aurora e il tipo nomenclaturale raccolto vicino alla Terra della Regina Maria. Il nome scientifico del genere è una combinazione di cygno, ovvero cigno (un'allusione che Waite non spiegò mai ma che potrebbe riferirsi alla forma del muso), e draco (drago), suffisso comune nei pesci Notothenioidei. Il nome specifico è un omaggio al geologo australiano Douglas Mawson che condusse la spedizione antartica.

## Descrizione
C. mawsoni ha un corpo snello e nudo, con le uniche scaglie presenti nelle due linee laterali: di queste, la superiore è interamente composta di scaglie perforate. È presente una cresta appiattita sull'opercolo che ne divide i margini e le fauci presentano una sottile striscia di denti conici. La pinna dorsale ha 61-66 raggi molli, mentre quella anale 36-38. Gli esemplari conservati in alcool presentano in genere un colore marrone, presentando delle pinne mediane più scure rispetto alle pinne pettorali e ventrali. Questa specie può crescere fino ad una lunghezza massima di 41 centimetri.

## Distribuzione, habitat e biologia
Questa specie si trova nel mare antartico, lungo la piattaforma continentale antartica. È una specie demersale che vive a profondità comprese tra i 110 e i 330 metri di profondità. C. mawsoni nel mare di Weddell diventa adulto ad una lunghezza di 20 centimetri e inizia a riprodursi ai 26, con la fregola che avviene in autunno o primo inverno.